# Добрица (приток Сыроверки)
Добрица — река в Тверской области России. Течёт по территории Весьегонского и Краснохолмского районов. Правый приток Сыроверки.
Длина реки составляет 18 км. Площадь водосборного бассейна — 44,1 км².
Начинается к востоку от Мартыново в Краснохолмском районе, на северо-восточных склонах Овинищенской возвышенности. В среднем течении преобладающим направлением течения является север, в верхнем и нижнем — северо-восток. Устье Добрицы находится в 7,5 км по правому берегу реки Сыроверка, западнее Савино в Весьегонском районе.
Около реки располагаются следующие населённые пункты: Еремейцево, Добрица, Стафурово, Веселово.

## Данные водного реестра
По данным государственного водного реестра России относится к Верхневолжскому бассейновому округу, водохозяйственный участок реки — Рыбинское водохранилище до Рыбинского гидроузла и впадающие в него реки, без рек Молога, Суда и Шексна от истока до Шекснинского гидроузла, речной подбассейн реки — Реки бассейна Рыбинского водохранилища. Речной бассейн реки — (Верхняя) Волга до Куйбышевского водохранилища (без бассейна Оки).
Код объекта в государственном водном реестре — 08010200412110000004996.